# Neuaufnahmen in das UNESCO-Kultur- und -Naturerbe 2019
Im Jahr 2019 fanden die im Folgenden in chronologischer Reihenfolge aufgeführten Neuaufnahmen in das UNESCO-Kultur- und -Naturerbe statt. Zusätzlich zu den Neuaufnahmen sind auch Änderungen und Streichungen aufgeführt.

## Welterbestätten

### Welterbeliste
Für die 43. Sitzung des Welterbekomitees vom 30. Juni bis zum 10. Juli 2019 in Baku in Aserbaidschan waren 35 Stätten zur Neuaufnahme in das UNESCO-Welterbe nominiert, darunter 28 Kulturstätten, 6 Naturstätten und eine gemischte Stätte. Eine weitere gemischte Stätte war für signifikante Änderungen ihrer Grenzen nominiert. Während der Sitzung wurden 29 Stätten neu in die Welterbeliste aufgenommen, darunter 24 Kulturerbestätten (K), vier Naturerbestätten (N) und eine gemischte Stätte (K/N).
Folgende Stätten wurden neu in die Welterbeliste aufgenommen:
| Vertragsstaat(en)                      | Bezeichnung                                                                                      | Typ | Ref. | Anmerkungen |
| -------------------------------------- | ------------------------------------------------------------------------------------------------ | --- | ---- | --- |
| Aserbaidschan                          | Altstadt von Şəki mit Khanspalast (Lage)                                                         | K   | 1549 | umfasst die Altstadt von Şəki und den Khanspalast |
| Australien                             | Kulturlandschaft Budj Bim (Lage)                                                                 | K   | 1577 | Landschaftsschutzgebiete mit bedeutenden kulturellen Zeugnissen der Aborigines |
| Bahrain                                | Grabhügel von Dilmun (Lage)                                                                      | K   | 1542 | umfasst 21 archäologische Stätten aus der Zeit zwischen 2050 und 1750 v. Chr. |
| Brasilien                              | Paraty und Ilha Grande – Kultur und Biodiversität (Lage)                                         | K/N | 1308 | umfasst die Altstadt von Paraty, einer der am besten erhaltenen Küstenstädte Brasiliens, und vier Naturschutzgebiete der Mata Atlântica. |
| Burkina Faso                           | Historische Stätten der Eisenverhüttung (Lage)                                                   | K   | 1602 | umfasst u. a. die Stätten von Ronguin, Tiwega, Yamané, Kindbo, Békuy und Douroula |
| Volksrepublik China                    | Archäologische Ruinen der Stadt Liangzhu (Lage)                                                  | K   | 1592 | archäologische Ruinen der Liangzhu-Kultur |
| Volksrepublik China                    | Zugvogelschutzgebiete entlang der Küste des Gelben Meeres – Golf von Bohai (Phase I) (Lage)      | N   | 1606 | |
| Deutschland                            | Augsburger Wassermanagement-System (Lage)                                                        | K   | 1580 | |
| Frankreich                             | Französische Südgebiete und -meere (Lage)                                                        | N   | 1603 | Die Französischen Südgebiete und -meere umfassen die größten Inseln im südlichen Indischen Ozean: den Crozet-Archipel, die Kerguelen-Inseln, die Sankt-Paul- und Amsterdam-Inseln sowie 60 kleine subantarktische Inseln. Hier gibt es die höchste Konzentration von Vögeln und Meeressäugetieren weltweit, insbesondere die größte Population von Königspinguinen und Gelbnasenalbatrossen. |
| Indien                                 | Jaipur, Rajasthan (Lage)                                                                         | K   | 1605 | |
| Indonesien                             | Bergbauerbe der Zeche Ombilin in Sawahlunto (Lage)                                               | K   | 1610 | |
| Irak                                   | Babylon (Lage)                                                                                   | K   | 278  | |
| Iran                                   | Hyrkanische Wälder (Lage)                                                                        | N   | 1584 | Gebirgswald am Südufer des Kaspischen Meers. |
| Island                                 | Nationalpark Vatnajökull – die dynamische Natur von Feuer und Eis (Lage)                         | N   | 1604 | |
| Italien                                | Die Hügel des Prosecco zwischen Conegliano und Valdobbiadene (Lage)                              | K   | 1571 | |
| Japan                                  | Kofun-Gruppe von Mozu-Furuichi: Hügelgräber aus Alt-Japan (Lage)                                 | K   | 1593 | |
| Kanada                                 | Steininschriften / Áísínai'pi (Lage)                                                             | K   | 1597 | |
| Laos                                   | Megalithische Krüge in Xieng Khouang – Ebene der Steinkrüge (Lage)                               | K   | 1587 | |
| Myanmar                                | Bagan (Lage)                                                                                     | K   | 1588 | historische Königsstadt des 9. bis 13. Jahrhunderts mit über zweitausend erhaltenen Sakralgebäuden aus Ziegelstein |
| Polen                                  | Krzemionki – Montanregion der prähistorischen Gewinnung von gebändertem Feuerstein (Lage)        | K   | 1599 | vier Stätten in der Montanregion mit prähistorischer Gewinnung von gebändertem Feuerstein |
| Portugal                               | Königlicher Gebäudekomplex von Mafra (Lage)                                                      | K   | 1573 | Palast, Basilika, Kloster, Cerco-Garten und Jagdrevier (Tapada) |
| Portugal                               | Das Heiligtum des Bom Jesus do Monte in Braga (Lage)                                             | K   | 1590 | Bergheiligtum bei Braga. |
| Russland                               | Kirchen der Architekturschule von Pskow (Lage)                                                   | K   | 1523 | umfasst zehn Kirchen bzw. Kathedralen der Stadt Pskow im äußersten Westen Russlands |
| Spanien                                | Risco Caído und die Kulturlandschaft der heiligen Berge von Gran Canaria (Lage)                  | K   | 1578 | |
| Südkorea                               | Seowon, koreanische neokonfuzianische Akademien (Lage)                                           | K   | 1498 | umfasst neun Seowon |
| Tschechien                             | Landschaft für die Zucht und Dressur von zeremoniellen Wagenpferden in Kladruby nad Labem (Lage) | K   | 1589 | |
| Vereinigtes Königreich                 | Jodrell-Bank-Observatorium (Lage)                                                                | K   | 1594 | |
| Vereinigte Staaten                     | Die Architektur des 20. Jahrhunderts von Frank Lloyd Wright (Lage)                               | K   | 1496 | umfasst acht Bauwerke des amerikanischen Architekten Frank Lloyd Wright |
| transnational: Deutschland, Tschechien | Montanregion Erzgebirge/Krušnohoří (Lage)                                                        | K   | 1478 | Bergbaulandschaft im Erzgebirge mit original erhaltenen technischen Denkmälern |

Bei folgenden Welterbestätten wurden signifikante Änderungen ihrer Grenzen beschlossen:
| Vertragsstaat(en)                       | Bezeichnung                            | Typ | Ref. | Anmerkungen |
| --------------------------------------- | -------------------------------------- | --- | ---- | --- |
| transnational: Nordmazedonien, Albanien | Natur- und Kulturerbe der Ohrid-Region | K/N | 99   | Erweiterung der 1979 für das damalige Jugoslawien (jetzt für Nordmazedonien) eingetragenen Welterbestätte um den albanischen Seeanteil |

Folgende Nominierungen wurden nicht in die Welterbeliste aufgenommen:
- Grenzen des Römischen Reiches – Donaulimes (K, Deutschland, Österreich, Ungarn), Referal
- Versunkene Stadt Port Royal, Deferal
- Großglockner-Hochalpenstraße (K, Österreich), Deferal
- Koloniale Transisthmus-Route von Panamá (K, Panama), Deferal
- Waldkomplex Kaeng Krachan (N, Thailand), Referal

Folgende Nominierungen waren schon vor der Sitzung zurückgezogen worden:
- Hoge Kempen (K, Belgien)
- Mittelmeer-Alpen (N, Frankreich, Italien, Monaco)
- Priorat-Montsant-Siurana (K, Spanien)

### Rote Liste
Zur Aufnahme in die Liste des gefährdeten Welterbes („Rote Liste“) waren 6 Stätten vorgeschlagen worden, zur Streichung zwei. Nur eine der vorgeschlagenen Stätten wurde dann tatsächlich auf die Rote Liste gesetzt, die Streichungen erfolgten wie vorgeschlagen.
In die Rote Liste aufgenommen wurde:
- Inseln und Schutzgebiete des Golfes von Kalifornien (N, Mexiko)

Nicht in die Rote Liste aufgenommen wurden:
- Sundarbans (N, Bangladesch)
- Altstadt von Nessebar (K, Bulgarien)
- Natur- und Kulturerbe der Ohrid-Region (K/N, Albanien, Nordmazedonien)
- Kathmandutal (K, Nepal)
- Babylon (K, Irak)

Von der Roten Liste gestrichen wurden:
- Geburtskirche in Bethlehem (K, Palästinensische Autonomiegebiete)
- Humberstone- und Santa-Laura-Salpeterwerke (K, Chile)

## Biosphärenreservate
Am 19. Juni 2019 hat der Internationale Rat des UNESCO-Programms „Der Mensch und die Biosphäre“ (MAB) 18 neue Biosphärenreservate anerkannt, 8 bestehende Reservate wurden erweitert.
Neu als Biosphärenreservat anerkannt wurden:
- Lubombo (Eswatini)
- Saleh-Moyo-Tambora „SAMOTA“ (Indonesien)
- Togean Tojo Una-Una (Indonesien)
- Julische Alpen (Italien)
- Po Grande (Italien)
- Kobushi (Japan)
- Nordhordland (Norwegen)
- Unteres Murtal (Österreich)
- Roztocze (Polen)
- Eltonsee (Russland)
- Vindelälven-Juhtatdahka (Schweden)
- Voxnadalen (Schweden)
- Alto Turia (Spanien)
- La Siberia (Spanien)
- Valle del Cabriel (Spanien)
- Gangwon Eco-Peace (Südkorea)
- Yeoncheon Imjin-Fluss (Südkorea)
- Isle of Wight (Vereinigtes Königreich)

Erweiterungen und Namensänderungen:
- Juan-Fernández-Archipel, ehemals Juan-Fernández-Archipel-Nationalpark (Chile)
- Laguna San Rafael y El Guayaneco, Erweiterung des Biosphärenreservats Laguna San Rafael (Chile)
- Galapagos, Erweiterung des Biosphärenreservats Archipiélago de Colón (Ecuador)
- Malindi-Watamu-Arabuko-Sokoke, Erweiterung des Biosphärenreservats Malindi Watamu (Kenia)
- Cuencas Altas de los Ríos Manzanares, Lozoya y Guadarrama, Erweiterung des Biosphärenreservats Cuenca Alta del Rio Manzanares (Spanien)
- Los Valles de Omaña y Luna, Erweiterung (Spanien)
- Menorca, Erweiterung (Spanien)
- Jeju-Insel, Erweiterung (Südkorea)